# Limba ciagatai
Limba ciagatai sau vechea uzbecă a fost o limbă turcică (subgrupul karluk) formată în sec. XIII-XIV în baza dialectelor turcice vorbite în Valea Ferganei (sud-estul Uzbekistanului). A servit (alături de farsi, de care a fost puternic influențată) ca lingua franca în Asia Centrală în perioada evului mediu târziu și în perioada modernă. La începutul sec. al XX-lea în baza limbii ciagatai (purificate de „iranisme” și adaptată la limba populară) s-a format limba uzbecă (numită și „noua uzbecă”). A avut scrierea în baza grafiei arabe.